# Casaleone
Casaleone est une commune de la province de Vérone, dans la région Vénétie, en Italie.

## Administration
| Période                                  | Période  | Identité         | Étiquette    | Qualité |
| ---------------------------------------- | -------- | ---------------- | ------------ | ------- |
| 29 mai 2007                              | En cours | Gabriele Ambrosi | Lista Civica |         |
| Les données manquantes sont à compléter. |          |                  |              |         |

### Hameaux
Sustinenza, Venera.

### Communes limitrophes
Cerea, Gazzo Veronese, Ostiglia, Sanguinetto.

### Évolution démographique
Habitants recensés

### Jumelages
- Esvres (France)